# Can't Stay Away
Can't Stay Away è l'ottavo album in studio del rapper statunitense Too Short, pubblicato nel 1999.

## Tracce
1. Can't Stay Away - 4:28
2. Ain't No Bitchies - 4:10
3. Don't Stop Rappin' (feat. Eightball & MJG) - 4:45
4. Here We Go (feat. Jay-Z & Jermaine Dupri) - 4:42
5. More Freaky Tales - 5:08
6. You Might Get G'eed (feat. E-40, Daz Dillinger & Soopafly)
7. Good Life (feat. Jazze Pha) - 3:55
8. Longevity (feat. Scarface, K.B., Otis & Shug) - 4:00
9. How Does It Feel (feat. D'wayne Wiggins) - 4:31
10. What Happened to the Groupies (feat. B-Legit) - 5:35
11. Invasion of the Flat Booty Bitches - 4:26
12. Can't Stay Away (Outro) - 1:32
13. It's About That Money (feat. Puff Daddy) - 4:45
14. Nation Riders (Slink Capone, Murda One, G-Side & Playa Playa) - 4:44
15. G-2000 (Badwayz, Zu, Al Block & Hellkilla) - 4:34
16. Don't Trust Her (Badwayz) - 4:36
17. In the Studio (Quint Black) - 2:54